# Tiber Film
Tiber Film était une société cinématographique italienne active à l'époque du cinéma muet.

## Histoire
La société a été fondée à Rome en 1914 par l'avocat Gioacchino Mecheri. Dotée de studios dans la zone de Pineta Sacchetti, Tiber Film devient  l'une des principales sociétés de production cinématographique de Rome, et s'impose également au niveau national en concurrençant les sociétés d'autres villes, notamment celles de Turin.
L'équipe artistique qui a travaillé dans la société au fil des ans comprenait des personnalités  du cinéma de l'époque, comme les réalisateurs Emilio Ghione, parmi les premiers à être engagés par le Tiber, Baldassarre Negroni, Gennaro Righelli et Mario Caserini ; des acteurs comme Alberto Collo, André Habay, Ferdinand Guillaume, Ignazio Lupi, Tullio Carminati et Lucio Ridenti ; des actrices comme Hesperia, Diomira Jacobini, Ida Carloni Talli, Kally Sambucini.
En 1918, la société passe sous la présidence du comte Enrico di San Martino Valperga, et s'affilie à la Film d'Arte Italiana. L'année suivante, elle fait partie du consortium Unione Cinematografica Italiana (UCI).
La société a été active jusqu'en 1922, et a suivi le sort de l'UCI, qui a été mise en liquidation l'année suivante.